# 7 y 3 (álbum)
7 y 3 es un álbum perteneciente al cantautor uruguayo Jaime Roos editado en el año 1986 bajo el sello Orfeo. El título del disco hace referencia a una popular mezcla que hay entre Coca Cola y vino y que es muy común en Uruguay. En particular hace referencia a que el disco contiene 7 componentes de música local y 3 componentes de Jazz y Rock, de acuerdo al mismo autor.
Todas las canciones del disco tienen letra, música y arreglos de Jaime Roos, excepto La hermana de la Coneja, que tiene letra de Raúl Flaco Castro. Fue grabado y mezclado en La Batuta, Palacio Salvo, Montevideo entre julio y noviembre de 1986.
Aparecen como banda acompañante de Jaime Roos en el disco: Eduardo Mateo, Estela Magnone, Pablo Faragó, Alberto Magnone, Jorge Nasser y Hugo Fattoruso.

## Lista de canciones
| N.º   | Título                    | Escritor(es)           | Duración |  |
| 1.    | «El Tambor»               | Jaime Roos             | 03:22    |  |
| 2.    | «La hermana de la Coneja» | Raúl Castro/Jaime Roos | 07:25    |  |
| 3.    | «Mio»                     | Jaime Roos             | 04:30    |  |
| 4.    | «Esta noche»              | Jaime Roos             | 07:19    |  |
| 5.    | «Lo que no te di»         | Jaime Roos             | 06:30    |  |
| 6.    | «Te hizo vivir»           | Jaime Roos             | 04:38    |  |
| 32:20 |                           |                        |          |  |